# Dasyhelea floricola
Dasyhelea floricola är en tvåvingeart som beskrevs av Jean-Jacques Kieffer 1922. Dasyhelea floricola ingår i släktet Dasyhelea och familjen svidknott. Inga underarter finns listade i Catalogue of Life.